# Tamara Rojo
Répertoire
cf. Liste des ballets/rôles tenus
Scènes principales
Royal Opera House (Covent Garden)
Tamara Rojo, née le 17 mai 1974 à Montréal, est une ballerine espagnole directrice artistique du San Francisco Ballet. Elle était auparavant danseuse étoile du Royal Ballet, puis directrice artistique et danseuse étoile de l’English National Ballet. À l'instar d'autres grandes ballerines en leur temps, Rojo a révolutionné l'art de la danse au XXIe siècle.

## Biographie et formation
Tamara Rojo est née à Montréal, Canada le 17 mai 1974, de migrants espagnols. Son père est ingénieur et sa mère directrice financière, La famille retourne dans son pays d'origine lorsque Tamara est âgée de quatre mois. Elle dit être une enfant rêveuse et solitaire : « J’avais, dans ma tête, un monde où tout était tranquille, ». Ses parents repèrent très vite son aptitude pour la danse et lui font donner des cours dès l’âge de cinq ans. Âgée de neuf ans, elle prend des cours de danse tous les jours à l’école Victor Ullate de Madrid, une des meilleures d’Espagne. Elle y travaille six heures chaque jour. Bien que ses parents fussent heureux et fiers des talents de leur fille, ils insistent pour qu’elle suive un cursus scolaire et universitaire complet, en plus de l’apprentissage de la danse. « Il n’était question ni de santé ni de règlementation » se souvient-elle. À l’âge de onze ans, elle intègre le Conservatoire Royal de danse de Madrid (Real Conservatorio Profesional de Danza Mariemma) où l’enseignement de la danse lui est prodigué par Victor Ullate et Karemia Moreno. C’est ainsi que Tamara, dirige chaque jour ses pas vers des cours du soir après la classe de danse. Elle obtient son diplôme de danse à l’âge de seize ans. Plus tard, elle passera un doctorat en arts du spectacle à l’université de Madrid.

## Carrière professionnelle

### Débuts
Tamara Rojo commence sa carrière professionnelle de ballerine avec le Ballet de la commune de Madrid sous la direction de Victor Ullate en 1994. Elle accède à la notoriété cette année-là, après avoir remporté la médaille d’or du concours international de danse de Paris qui lui est attribué par un jury composé des sommités du ballet dont, entre autres, Natalia Makarova, Vladimir Vassiliev et Galina Samsova.
En 1996, Rojo quitte l’Espagne après avoir répondu favorablement à l’offre de Galina Samsova de rejoindre au Scottish National Ballet (Ballet national écossais). Au sein de cette formation, elle interprète les rôles principaux du Lac des cygnes, de Casse-noisette, de La Sylphide ainsi que celui de Cranko dans Roméo et Juliette. Elle quite le Scottish National Ballet en 1997 pour l’ English National Ballet. Elle commence alors à interpréter des rôles principaux tels que ceux du Lac des Cygnes, de Paquita, Coppelia, Sphinx and Voluntaries de Glen Tetley, et Cendrillon. Stupéfait par le talent de Rojo, Derek Deane, directeur artistique de l’English National Ballet crée pour elle les rôles de Juliette de Roméo et Juliette et de Clara dans Casse-noisette. Après sa prestation de Clara pour laquelle elle a pulvérisé les records d’audience au London Coliseum , elle est qualifiée du titre de Danseuse révélation de l’année pour 1997.

### Le Royal Ballet
En 2000, après avoir reçu le prix de la critique ainsi que celui du public, Rojo se voit proposer officiellement une place au sein du Royal Ballet. Elle travaille avec cette compagnie depuis lors. Rojo endose le personnage principal du Lac des cygnes dans la version d’Anthony Dowell, de La Belle au bois dormant dans la version de Natalia Makarova, celui de Kitri dans la version de Noureev de Don Quichotte et de Casse-noisette dans celle de Wright. Elle interprète maints rôles des œuvres de Sir Kenneth MacMillan recrées pour elle par Deborah MacMillan dont le rôle-titre d’Isadora dans Roméo et Juliette, de Manon dans L'histoire de Manon, Mary Vetsera de Mayerling, La Femme du chant de la Terre, The Chosen One dans Rite of Spring, Masha & Olga de Winter Dreams, Requiem, My Brother My Sisters, et Danses Concertantes. Son répertoire inclut, en outre, Cendrillon, Ondine, Marguerite et Armand, cinq valses de Brahms à la Manière de Isadora Duncan, Homage to the Queen et A Wedding Bouquet. Elle danse la première mondiale du personnage de Blanche-Neige spécialement créé pour elle par le chorégraphe Richardo Cue.
L'Espagne ne possède pas de compagnie de danse classique. Les formations espagnoles sont avant tout tournées vers le flamenco et la danse moderne. Ses danseurs sont contraints de s'exiler. Rojo est contactée pour prendre la direction d'une compagnie nationale bâtie sur le modèle du Royal Ballet. Mais la ballerine a l'audace de poser ses conditions au roi d'Espagne : l'Espagne doit changer son mode de financement des arts qui est, selon elle, totalitaire et sous contrôle de politiciens. Faute d'un accord, elle travaillera au Royaume-Uni pendant 18 années.

### Blessures physiques majeures
Rojo aborde le directeur du Royal Ballet, Anthony Dowell, au cours de l’année 2000 et décide que cette compagnie est une de celle avec laquelle elle s’épanouirait le plus. « J’ai signé un contrat pour être ballerine dans un corps de ballet mais ce n’est pas le cas. » dit-elle à Jann Parry qui, à l’époque, était critique au journal du The Observer. Plus tard dans l’année, Rojo était pressentie pour remplacer Darcey Bussell, blessée, dans Giselle. Ignorant sa propre foulure de sa cheville, elle apprend le rôle en quinze jours et reçoit de vibrantes acclamations pour sa prestation,. En 2005, alors que Rojo danse le rôle de Clara dans Casse-noisette, elle commence à trembler et s’agiter sur scène. Après la représentation, elle est transportée en clinique où les médecins diagnostiquent une rupture de l’appendice. Elle aurait dû y rester six semaines en convalescence. Quoi qu’il en soit, elle retourne danser au bout de deux semaines et doit se faire hospitaliser à nouveau. Rojo admet qu’« il était insensé de [continuer à danser blessé ou malade] et je n’engage personne à le faire. Ce n’est réellement pas plus mal, ». En 2003, alors que Rojo prepare une tournée australienne du Royal Ballet, elle est à nouveau frappée par un revers apparu sous la forme d’un oignon infecté qui oedématie tout son pied. Les médecins concluent qu’une intervention chirurgicale sur le pied associée à un drainage de l’infection est nécessaire –avec une possible fin de carrière à la clé. Elle sait toutefois que cette intervention est nécessaire si elle veut remarcher un jour et laisse de nouveau la danse de côté. Le lendemain de l’intervention, un employé de l’ambassade espagnole l’informe qu’elle a été primée et qu’elle doit se présenter à Cadix dès la semaine suivante pour recevoir, des mains de son souverain, la Médaille d’Or des Arts plastiques, récompense prestigieuse que peu de gens possèdent. Des mois plus tard, après des heures de rééducation, elle revient à la danse et affirme que cette blessure a changé la vision qu’elle avait de la vie, de son corps et de la danse ; qu’elle a appris que chaque jour doit être apprécié et que rien ne doit être considéré comme acquis.

### La directrice artistique
Tamara Rojo est promue au poste de directrice artistique de l’English National Ballet en avril 2012 en remplacement de Wayne Eagling (en) qui part en février de la même année. Elle fait ses adieux à la scène le 10 octobre 2022 au Théâtre des Champs-Élysées dans le rôle-titre de Giselle, chorégraphié par Akram Khan. 
Elle quitte l'English National Ballet pour prendre la direction artistique du San Francisco Ballet fin 2022.

## Répertoire
| Rôle                              | Chorégraphe                                                 | Compagnie                                           |
| --------------------------------- | ----------------------------------------------------------- | --------------------------------------------------- |
| Les Sylphides                     | Michel Fokine                                               | B.B.Com.Madrid, Royal Ballet                        |
| Casse-Noisette (Clara)            | Wayne Eagling, Derek Deane                                  | English National Ballet                             |
| Ondine                            | Frederick Ashton                                            | Royal Ballet                                        |
| Thème et Variations               | George Balanchine                                           | B.C.Madrid-Ullate, Royal Ballet                     |
| Allegro Brillante                 | George Balanchine                                           | B.Com.Madrid-Ullate                                 |
| Grossa Fuga                       | Hans Van Manen                                              | B.Com.Madrid-Ullate                                 |
| In the Future                     | Glen Tetley                                                 | B.Com.Madrid-Ullate                                 |
| Arraigo                           | Victor Ullate                                               | B.Com.Madrid-Ullate                                 |
| Simum                             | Victor Ullate                                               | B.Com.Madrid-Ullate                                 |
| Three Cornered Hat                | Léonide Massine                                             | Ballet de l'Opéra de Nice                           |
| Le Beau Danube                    | Léonide Massine                                             | Ballet de l'Opéra de Nice                           |
| Rite of Spring                    | Kenneth MacMillan                                           | English National Ballet, Royal Ballet               |
| Paquita                           | Marius Petipa                                               | English National Ballet                             |
| Roméo et Juliette (Juliette)      | Derek Deane                                                 | English National Ballet                             |
| Cendrillon                        | Ben Stevenson                                               | English National Ballet                             |
| Three Preludes                    | Hans Van Manen                                              | English National Ballet                             |
| Nascita di Orfeo                  | Luca Veggetti                                               | E. P. Arena de Verona                               |
| Odette/Odile (Le lac des cygnes)  | Derek Deane, Natalia Makarova, Monica Mason, Rudolf Noureev | Kirov Ballet                                        |
| Blancanieves                      | Ricardo Cue                                                 | Teatro Arriaga                                      |
| Odette/Odile (Le lac des cygnes)  | Petipa - Ivanov                                             | English National Ballet, Scottish Ballet            |
| Consolations & Liebestraum        | Christopher Bruce                                           | ROH2                                                |
| Onéguine (Tatiana)                | John Cranko                                                 | Royal Ballet                                        |
| Juliette (Roméo and Juliette)     | Kenneth MacMillan                                           | Royal Ballet                                        |
| Isadora                           | Kenneth MacMillan                                           | Royal Ballet                                        |
| Mary Vetsera (Mayerling)          | Kenneth MacMillan                                           | Royal Ballet                                        |
| L'histoire de Manon (Manon)       | Kenneth MacMillan                                           | Royal Ballet                                        |
| Le chant de la Terre              | Kenneth MacMillan                                           | Royal Ballet                                        |
| Requiem                           | Kenneth MacMillan                                           | Royal Ballet                                        |
| Winter Dreams                     | Kenneth MacMillan                                           | Royal Ballet                                        |
| My Brother, My Sisters            | Kenneth MacMillan                                           | Royal Ballet                                        |
| Symphony in C                     | George Balanchine                                           | Royal Ballet                                        |
| Jewels                            | George Balanchine                                           | Royal Ballet                                        |
| Tzigane                           | George Balanchine                                           | Royal Ballet                                        |
| Dances at a Gathering             | Jerome Robbins                                              | Royal Ballet                                        |
| Rushes                            | Wayne McGregor                                              | Royal Ballet                                        |
| Chroma                            | Wayne McGregor                                              | Royal Ballet                                        |
| Kitri (Don Quichotte)             | Vladimir Vasiliev                                           | Scala de Milan                                      |
| La fée dragée (Casse noisette)    | Peter Wright                                                | Royal Ballet, English National Ballet               |
| Juliette (Roméo et Juliette)      | John Cranko                                                 | Scottish Ballet                                     |
| La Sylphide                       | Bournonville/Sorella Englund/J.Coralli/J.Perrot             | Scottish Ballet, Royal Ballet                       |
| Giselle                           | Petipa /Deane/A. Dowell/                                    | Royal Ballet, Ullate, Ballet National de Cuba       |
| Kitri (Don Quichotte)             | Derek Deane, Rudolf Noureev                                 | Royal Ballet, English National Ballet, Tokyo Ballet |
| Aurore (La belle au bois dormant) | Kenneth MacMillan                                           | Royal Ballet, English National Ballet               |
| Médora (Le Corsaire)              | Anne-Marie Holmes                                           | English National Ballet                             |
| Giselle                           | Akram Khan                                                  | English National Ballet                             |

## Prix et Récompenses
- 1994 : grand prix Femme et Medaille Vermeille de la Ville de Paris (à l'unanimité) - Concours International de Danse de Paris[7]
- 1996 : First Price of Italian Critics as Best Dancer of the Year
- 2000 : Barclays Theatre Awards : Outstanding Achievement in Dance
- 2001 : médaille d'or du mérite des beaux-arts (Medalla de Oro al Mérito en las Bellas Artes) - Consejo de Ministros del Reino de España[17]
- 2001 : Sherringtons Awards Best Female Dancer of the Year
- 2002 : médaille d’Or des Arts plastiques, remise par le roi d’Espagne, Juan Carlos
- 2002 : London's Critic's Circle Dance Awards
- 2004 : Premio Positano « Leonid Massine »
- 2005 : Premio Principe de Asturias a las Artes
- 2007 : prix d’interpretation Award de la ville de Madrid
- 2008 : Comunidad de Madrid’s International Medal des Arts
- 2010  : Laurence Olivier « Best New Dance Production » award for her collaboration with choreographer Kim Brandstrup in Goldberg: The Brandstrup-Rojo Project.
- 2008 : prix Benois de la Danse
- 2011 : Encomienda de número de Isabel la Católica.
- 2012 : médaille d’Or des Arts plastiques 2012 du John F. Kennedy Center for Performing Arts.
- 2013 : Spanish-British Relationships II Prix de la Fundación Banco Santande.
- 2016 : Commander of the Order of the British Empire CBE, pour service rendu au ballet[18].

## Discographie
- Tango Brujo, Mis
- 2008 : Snow White Ballet, Deutsche Grammophon
- 2009 : Romeo & Juliet, avec Carlos Acosta
- 2011 : La Bayadère, Opus Arte, avec Carlos Acosta
- 2013 : Ashton Celebration, Opus Arte
- 2014 : L'Histoire de Manon, Decca, avec Carlos Acosta